# Сантяго Морнинг
„Сантяго Морнинг“ (на испански: Santiago Morning) е футболен клуб в квартал Реколета на Сантяго де Чиле, столицата на Чили.
Създаден е на 16 октомври 1903 г. под името „Сантяго“ и е сред най-старите все още съществуващи клубове в страната. Играе в чилийската втора дивизия. Спечелир е шампионска титла на страната през 1942 г.

## История
Отборът е основан от група студенти от местния университет. Започва да се състезава в аматьорски първенства в Сантяго. На 27 август 1926 г. се обединява със „Сантяго Атлетико“ и е преименуван на Клуб де Депортес „Сантяго“.
След като добива професионален статут, през 1934 г. се присъединява към професионалното първенство, а същата година печели и трофея в Кампеонато де Апертура. На 17 април 1936 г. се обединява с основания през 1907 г. първодивизионен Морнинг Стар под името „Сантяго Морнинг“.
През 1942 г. печели шампионската титла за единствен път в историята си, завършвайки на точка пред „Магаянес“. В предишните 3 години 2 пъти заема 2-рото място. След това до 1956 г., когато изпада от първа дивизия, тимът не успява да се класира по-напред от 4-то място (3 пъти).
Следват 3 десетилетия, в които „Сантяго Морнинг“ се лута между първа и втора дивизия, а през 1984 г. се превръща в първия чилийски шампион, изпаднал в полуаматьорската по онова време 3-та дивизия.
Завръща се в Примера Дивисион чак през 1999 г., но отново не успява да се установи там за дълго и прескачането между най-високите 2 нива на чилийския футбол продължават. Единственият значим успех е участието във финала за Купата на Чили през 2000 г., загубен от Универсидад де Чиле.

## Играчи
Известни бивши футболисти
- Енрике Ормасабал
- Естебан Паредес
- Луис Кубия
- Умберто Крус
- Максим Молокоедов

## Успехи
- Примера Дивисион:
  - шампион (1): 1942
  - вицешампион (2): 1939, 1941
- Примера Б:
  - шампион (3): 1959, 1974, 2005
  - вицешампион (3): 1957, 1958, 1981
- Терсера Дивисион:
  - шампион (2): 1984, 1996
  - вицешампион (1): 1994
- Копа Чиле:
  - финалист (1): 2000
- Кампеонато де Апертура:
  - носител (5): 1934 (като ФК Сантяго), 1943, 1944, 1949, 1950